# Officier subalterne
Pour les articles homonymes, voir Officier (homonymie).
Un officier subalterne est un militaire appartenant au corps des officiers et titulaire d’un des premiers grades d'officiers dans l’échelle de ce corps. Ainsi les officiers subalternes sont hiérarchiquement situés sous les officiers supérieurs, eux-mêmes sous les ordres des généraux,, mais au-dessus des sous-officiers.

## En France
Il s’agit donc des sous-lieutenants, lieutenants et capitaines, ou encore des enseignes et lieutenants de vaisseau.
La place des aspirants dans la hiérarchie militaire a longtemps varié en France, au XXIe siècle ils sont considérés comme étant le premier grade des officiers subalternes.

## Dans les armées anglo-saxonnes
Le terme équivalent en anglais est généralement celui de junior officer et au Canada on utilise en anglais ce terme et en français celui d’officier subalterne.

## Codes OTAN des grades des officiers
Dans les codes des grades de l’OTAN les officiers subalternes correspondent aux codes OF-1 et OF-2.

## Annexe